# Nederlanders in het Tanzaniaanse voetbal
Nederlanders in het Tanzaniaanse voetbal geeft een overzicht van Nederlanders die onder contract hebben gestaan bij een Tanzaniaanse voetbalclub.

## Trainers
| Naam                | Club              | Van  | Tot  | Opmerkingen                            |
| ------------------- | ----------------- | ---- | ---- | -------------------------------------- |
| Ernie Brandts       | Young Africans    | 2012 | 2013 |                                        |
| Hans van der Pluijm | Young Africans    | 2013 | 2016 | in 2014 even werkzaam in Saoedi Arabië |
| Hans van der Pluijm | Singida United FC | 2017 | 2018 |                                        |
| Hans van der Pluijm | Azam FC           | 2018 | 2019 |                                        |

Voetbalbonden ·
Albanië ·
Angola ·
Armenië ·
Australië ·
Azerbeidzjan ·
Bahrein ·
België ·
Bhutan ·
Bulgarije ·
Canada ·
China ·
Congo-Kinshasa · 
Cyprus ·
Denemarken ·
Duitsland ·
Egypte ·
Engeland ·
Estland ·
Ethiopië ·
Faeröer ·
Filipijnen ·
Finland ·
Frankrijk ·
Georgië ·
Ghana ·
Griekenland ·
Hongarije ·
Hongkong ·
Ierland ·
IJsland ·
Indonesië ·
Iran ·
Israël ·
Italië ·
Japan ·
Kazachstan ·
Koeweit ·
Litouwen ·
 Luxemburg ·
Maleisië ·
Malta ·
Marokko ·
Mexico ·
Namibië ·
Nieuw-Zeeland ·
Noorwegen ·
Oekraïne ·
Oezbekistan ·
Oostenrijk ·
Polen ·
Portugal ·
Qatar ·
Roemenië ·
Rusland ·
Rwanda ·
Saoedi-Arabië ·
Schotland ·
Singapore ·
Slovenië ·
Slowakije ·
Spanje ·
Tanzania ·
Turkije ·
Tuvalu ·
VAE ·
Venezuela ·
Verenigde Staten ·
Vietnam ·
Zimbabwe ·
Zuid-Afrika ·
Zuid-Korea ·
Zweden ·
Zwitserland